# Citrus (manga)
Citrus (シトラス?, Shitorasu) è un manga yuri scritto e disegnato da Saburōta, serializzato sul Comic Yuri Hime di Ichijinsha dal 17 novembre 2012 al 18 agosto 2018. Un adattamento anime, prodotto da Passione, è stato trasmesso in Giappone dal 6 gennaio al 24 marzo 2018.

## Trama
Yuzu Aihara, una bellissima ragazza di città alla moda, spontanea e amante del divertimento, si trasferisce in un nuovo quartiere e in un altro liceo dopo che sua madre si è risposata con un altro uomo. Ponendo molta più attenzione ai ragazzi e agli acquisti piuttosto che nei confronti dello studio, Yuzu fatica ad adattarsi in quello che è un istituto di sole ragazze e conservatore e si scontra frequentemente con il consiglio studentesco, nello specifico con Mei Aihara, la laboriosa, bella e piuttosto fredda presidente. Al termine di una travagliata prima giornata presso la nuova scuola, Yuzu scopre che Mei è la sua nuova sorellastra e si trova a dover condividere la sua camera con una ragazza che non riesce a sopportare. La serie prosegue mostrando l'evoluzione della relazione tra le due ragazze, con i contrasti tra loro che si affievoliscono man mano che approfondiscono la loro rispettiva conoscenza dell'altra e lo sviluppo di crescenti sentimenti romantici da parte di Yuzu per la nuova sorellastra, generando nella protagonista una gran confusione.

## Personaggi

Le protagoniste Mei Aihara e Yuzu Aihara in una scena dell'anime

### Principali
Yuzu Aihara (藍原 柚子?, Aihara Yuzu)
Doppiata da: Ayana Taketatsu
Yuzu è la sorella maggiore acquisita di Mei. È una ragazza di 16 anni, bionda, occhi verdi, molto carina, avvenente e modella, spesso veste un fiocco sui capelli che tiene nella maggior parte del tempo legati. Essa si è trasferita con la madre dopo il fidanzamento di quest'ultima con il padre di Mei in seguito alla morte del papà di Yuzu. Dice di non essersi mai fidanzata e di non aver mai dato un bacio, cosa che spera di fare nella sua prossima scuola che, si scopre alla fine, essere un istituto femminile completamente diverso dal suo liceo. Yuzu frequenta assieme a Mei la prima, ma sono completamente diverse fra loro. Yuzu infatti, presta molta attenzione ai vestiti che indossa, truccandosi molto spesso e modificando (contro le regole) l'aspetto della sua divisa scolastica. Non ha paura di andare contro le regole, e non si è fatta nemmeno problemi a chiamare "nonnino" il preside o a prendere parola durante un'assemblea in cortile dell'istituto.
Mei Aihara (藍原 芽衣?, Aihara Mei)
Doppiata da: Minami Tsuda
Mei è la sorella minore acquisita di Yuzu. Presidente dell'istituto, ha 16 anni ed è la nipote del preside della scuola. È la tipica studentessa modello, intelligente e bella, e sin da piccola vive sottomessa da regole ferree imposte dal nonno e dalla famiglia Aihara, che vogliono (come desidera anche lei per far sì che il padre torni a insegnare nel collegio) che erediti il liceo. Mei ha i capelli color viola scuro, quasi come i suoi occhi. È molto calma ma col tempo ha iniziato a chiudersi in sé stessa, sembrando infatti agli occhi di tutti abbastanza anaffettiva verso le persone. Nonostante ciò è molto famosa nella sua scuola e fa parte del consiglio studentesco, essendo una delle migliori studentesse che la scuola abbia mai avuto.
Harumi Taniguchi (谷口 はるみ?, Taniguchi Harumi)
Doppiata da: Yukiyo Fujii

### Aihara Academy
Himeko Momokino (桃木野 姫子?, Momokino Himeko)
Doppiata da: Yurika Kubo
Kayo Maruta (丸田 加代?, Maruta Kayo)
Doppiata da: Ikumi Hayama
Nene Nomura (野村 寧音?, Nomura Nene)
Suzuran Shiraho (白帆 鈴蘭?, Shiraho Suzuran)

### Altri
Matsuri Mizusawa (水沢 まつり?, Mizusawa Matsuri)
Doppiata da: Sayaka Horino (drama-CD), Shiori Izawa (anime)
Sara Tachibana (橘 サラ?, Tachibana Sara)
Doppiata da: Hisako Kanemoto
Nina Tachibana (橘 ニナ?, Tachibana Nina)
Doppiata da: Rei Matsuzaki
Mitsuko Taniguchi (谷口 みつ子?, Taniguchi Mitsuko)
Ichika (イチカ?)

## Media

### Manga
Il manga, scritto e disegnato da Saburōta, è stato serializzato sulla rivista Comic Yuri Hime di Ichijinsha dal 17 novembre 2012 al 18 agosto 2018. I capitoli della serie sono stati raccolti in dieci volumi tankōbon, pubblicati tra il 18 luglio 2013 e il 18 ottobre 2018. Un manga spin-off intitolato Citrus Plus è stato lanciato sulla stessa rivista nel corso dell'inverno 2019.
In America del Nord i diritti sono stati acquistati da Seven Seas Entertainment, mentre l'edizione italiana è stata pubblicata da Panini Comics tramite l'etichetta Planet Manga dal 3 novembre 2018 al 22 agosto 2019.
Un sequel intitolato Citrus Plus (reso graficamente come citrus+), ha iniziato la serializzazione il 18 dicembre 2018. I capitoli vengono raccolti in formato tankōbon dal 18 novembre 2019.
La serie è anche concessa in licenza in Nord America da Seven Seas Entertainment. In Italia è stata invece annunciata al Lucca Comics & Games 2021 da Panini Comics che la pubblica sotto l'etichetta Planet Manga a partire dal 10 marzo 2022.

#### Citrus
| Nº | Data di prima pubblicazione                                   | Data di prima pubblicazione                                                 | Data di prima pubblicazione | Data di prima pubblicazione |
| Nº | Giapponese                                                    | Giapponese                                                                  | Italiano                    | Italiano                    |
| -- | ------------------------------------------------------------- | --------------------------------------------------------------------------- | --------------------------- | --------------------------- |
| 1  | 18 luglio 2013 (ed. regolare) 18 luglio 2015 (ed. limitata)   | ISBN 978-4-7580-7264-9 (ed. regolare) ISBN 978-4-7580-7452-0 (ed. limitata) | 3 novembre 2018             | ISBN 978-88-912-8559-1      |
| 2  | 18 marzo 2014 (ed. regolare) 18 luglio 2015 (ed. limitata)    | ISBN 978-4-7580-7297-7 (ed. regolare) ISBN 978-4-7580-7453-7 (ed. limitata) | 29 novembre 2018            | ISBN 978-88-912-8638-3      |
| 3  | 18 novembre 2014 (ed. regolare) 18 luglio 2015 (ed. limitata) | ISBN 978-4-7580-7372-1 (ed. regolare) ISBN 978-4-7580-7454-4 (ed. limitata) | 10 gennaio 2019             | ISBN 978-88-912-8659-8      |
| 4  | 18 luglio 2015                                                | ISBN 978-4-7580-7449-0 (ed. regolare) ISBN 978-4-7580-7449-0 (ed. limitata) | 14 febbraio 2019            | ISBN 978-88-912-8696-3      |
| 5  | 18 maggio 2016                                                | ISBN 978-4-7580-7540-4 (ed. regolare) ISBN 978-4-7580-7545-9 (ed. limitata) | 14 marzo 2019               | ISBN 978-88-912-8730-4      |
| 6  | 17 dicembre 2016                                              | ISBN 978-4-7580-7624-1 (ed. regolare) ISBN 978-4-7580-7625-8 (ed. limitata) | 11 aprile 2019              | ISBN 978-88-912-8762-5      |
| 7  | 16 giugno 2017                                                | ISBN 978-4-7580-7673-9 (ed. regolare) ISBN 978-4-7580-7680-7 (ed. limitata) | 16 maggio 2019              | ISBN 978-88-912-8801-1      |
| 8  | 18 ottobre 2017                                               | ISBN 978-4-7580-7741-5 (ed. regolare) ISBN 978-4-7580-7743-9 (ed. limitata) | 20 giugno 2019              | ISBN 978-88-912-8845-5      |
| 9  | 23 marzo 2018                                                 | ISBN 978-4-7580-7793-4 (ed. regolare) ISBN 978-4-7580-7794-1 (ed. limitata) | 18 luglio 2019              | ISBN 978-88-912-8911-7      |
| 10 | 18 ottobre 2018                                               | ISBN 978-4-7580-7873-3                                                      | 22 agosto 2019              | ISBN 978-88-912-8948-3      |

#### Citrus Plus
| Nº | Data di prima pubblicazione | Data di prima pubblicazione                                                 | Data di prima pubblicazione | Data di prima pubblicazione |
| Nº | Giapponese                  | Giapponese                                                                  | Italiano                    | Italiano                    |
| -- | --------------------------- | --------------------------------------------------------------------------- | --------------------------- | --------------------------- |
| 1  | 18 novembre 2019            | ISBN 978-4-7580-7976-1 (ed. regolare) ISBN 978-4-7580-7995-2 (ed. limitata) | 10 marzo 2022               | ISBN 978-88-287-6539-4      |
| 2  | 31 luglio 2020              | ISBN 978-4-7580-2104-3 (ed. regolare) ISBN 978-4-7580-2105-0 (ed. limitata) | 5 maggio 2022               | ISBN 978-88-287-6614-8      |
| 3  | 31 marzo 2021               | ISBN 978-4-7580-2218-7 (ed. regolare) ISBN 978-4-7580-2219-4 (ed. limitata) | 28 luglio 2022              | ISBN 978-88-287-1784-3      |
| 4  | 18 gennaio 2022             | ISBN 978-4-7580-2337-5 (ed. regolare) ISBN 978-4-7580-2338-2 (ed. limitata) | 22 settembre 2022           | ISBN 978-88-287-2123-9      |
| 5  | 13 gennaio 2023             | ISBN 978-4-7580-2489-1 (ed. regolare) ISBN 978-4-7580-2490-7 (ed. limitata) | 10 agosto 2023              | ISBN 978-88-287-4451-1      |
| 6  | 25 giugno 2024              | ISBN 978-4-7580-2722-9 (ed. regolare) ISBN 978-4-7580-2723-6 (ed. limitata) | ottobre 2025                | —                           |

### Anime

Logo della serie

Un adattamento anime, prodotto da Infinite e diretto da Takeo Takahashi presso lo studio Passione, è andato in onda dal 6 gennaio al 24 marzo 2018. La composizione della serie è stata affidata a Naoki Hayashi, mentre il character design è stato sviluppato da Izuro Ijuuin. In tutto il mondo, con l'eccezione dell'Asia, gli episodi sono stati trasmessi in streaming in simulcast, anche coi sottotitoli in lingua italiana, da Crunchyroll.
| Nº | Titolo italiano Giapponese 「Kanji」 - Rōmaji     | In onda          | In onda |
| Nº | Titolo italiano Giapponese 「Kanji」 - Rōmaji     | Giapponese       |         |
| 1  | love affair!? 「love affair!?」                   | 6 gennaio 2018   |         |
| 2  | one's first love 「one's first love」             | 13 gennaio 2018  |         |
| 3  | sisterly love? 「sisterly love?」                 | 20 gennaio 2018  |         |
| 4  | love me do! 「love me do!」                       | 27 gennaio 2018  |         |
| 5  | under lover 「under lover」                       | 3 febbraio 2018  |         |
| 6  | out of love 「out of love」                       | 10 febbraio 2018 |         |
| 7  | love or lie! 「love or lie!」                     | 17 febbraio 2018 |         |
| 8  | war of love 「war of love」                       | 24 febbraio 2018 |         |
| 9  | love is 「love is」                               | 3 marzo 2018     |         |
| 10 | winter of love 「winter of love」                 | 10 marzo 2018    |         |
| 11 | love only you 「love only you」                   | 17 marzo 2018    |         |
| 12 | my love goes on and on 「my love goes on and on」 | 24 marzo 2018    |         |

L'anime è stato pubblicato per il mercato home video nipponico in DVD e Blu-ray Disc da Happinet dal 3 aprile al 3 luglio 2018.
| Volume | Episodi | Data di pubblicazione |
| ------ | ------- | --------------------- |
| 1      | 1-3     | 3 aprile 2018         |
| 2      | 4-6     | 2 maggio 2018         |
| 3      | 7-9     | 2 giugno 2018         |
| 4      | 10-12   | 3 luglio 2018         |

## Accoglienza
Nel 2018 il manga ha oltrepassato le 800 000 copie vendute. Nell'agosto 2019, il giornale online MangaForever ha incluso Citrus in una lista dei sette migliori anime yuri mai prodotti.